# Holosiïvs'ka plošča
La Holosiïvs'ka plošča (in ucraino Голосіївська площа?, "Piazza di Holosiïv") è una piazza di Kiev, in Ucraina.

## Storia
La piazza, che si trova nel quartiere storico di Demiïvka, sorse nel XIX secolo e fino al 1961 non aveva un nome, finché non venne dedicata al quartiere di Holosiïv. Si tratta di un'intersezione tra lo Holosiïvs'kyj prospekt, la Holosiïvs'ka vulycja, la vulycja Maksima Ryl's'koho e la Vasyl'kivs'ka vulycja. Si trova nei pressi dell'autostrada che porta ai quartieri periferici meridionali di Kiev e che prosegue fino a raggiungere Odessa.
La piazza dà il nome alla fermata Holosiïvs'ka della metropolitana di Kiev, che aprì nel 2010.